# SSR-180,711
SSR-180,711 je lek koji deluje kao potentan i selektivan parcijalni agonist za α7 tip neuronskog nikotinskog acetilholinskog receptora. U životinjskim studijama on je pokazao nutropne efekte, te potencijalno može da bude koristan u tretmanju šizofrenije.